# Chammliberg
Chammliberg – szczyt w Alp Glarneńskich, części Alp Zachodnich. Leży w Szwajcarii, w kantonie Uri. Należy do podgrupy Alp Glarneńskich właściwych. Szczyt można zdobyć ze schroniska Planurahütte (2947 m).